# Fitero
Fitero é um município da Espanha na província e comunidade foral (autónoma) de Navarra. Tem 43,23 km² de área e em 2021 tinha 2 081 habitantes (densidade: 48,1 hab./km²).

## Demografia
| Variação demográfica do município entre 1991 e 2004 | Variação demográfica do município entre 1991 e 2004 | Variação demográfica do município entre 1991 e 2004 | Variação demográfica do município entre 1991 e 2004 |
| --------------------------------------------------- | --------------------------------------------------- | --------------------------------------------------- | --------------------------------------------------- |
| 1991                                                | 1996                                                | 2001                                                | 2004                                                |
| 2181                                                | 2083                                                | 2170                                                | 2213                                                |